# Associazione Sportiva Siracusa 1960-1961
Questa voce raccoglie le informazioni riguardanti l'Associazione Sportiva Siracusa nelle competizioni ufficiali della stagione 1960-1961.

## Rosa
| N. |                    | Ruolo | Calciatore               |
| -- | ------------------ | ----- | ------------------------ |
|    | Italia (bandiera)  | C     | Carlo Azzali             |
|    | Italia (bandiera)  | C     | Eros Baccalini           |
|    | Italia (bandiera)  | C     | Pietro Bibolini          |
|    | Italia (bandiera)  |       | Bitetto                  |
|    | Italia (bandiera)  | D     | Denis Brunazzi           |
|    | Italia (bandiera)  | C     | Sebastiano Buzzin        |
|    | Uruguay (bandiera) | C     | Washington Cacciavillani |
|    | Italia (bandiera)  | D     | Angelo Cislaghi          |
|    | Italia (bandiera)  | C     | Attilio Currarini        |
|    | Italia (bandiera)  | P     | Giampaolo Dell'Aiuto     |
|    | Italia (bandiera)  | A     | Luigi Gigante            |

| N. |                   | Ruolo | Calciatore           |
| -- | ----------------- | ----- | -------------------- |
|    | Italia (bandiera) |       | Lombardo             |
|    | Italia (bandiera) | A     | Delfo Montalti       |
|    | Italia (bandiera) | C     | Mario Panigada       |
|    | Italia (bandiera) | A     | Alfredo Pastore      |
|    | Italia (bandiera) | P     | Vincenzo Ravera      |
|    | Italia (bandiera) | C     | Remo Rizzi           |
|    | Italia (bandiera) | A     | Salvatore Rubino     |
|    | Italia (bandiera) | D     | Bartolomeo Tarantino |
|    | Italia (bandiera) | A     | Rocco Testa          |
|    | Italia (bandiera) |       | Vignudelli           |